# Jurassic Park 2: The Chaos Continues
Jurassic Park Part 2: The Chaos Continues är ett icke-kanoniskt TV-spel, löst baserat på filmen Jurassic Park och utgivet till SNES och Game Boy. 

## Handling
Ett år efter händelserna i första spelet återvänder Dr. Grant till ön där Urtidsparken är belägen.

### Fotnoter
1. 1 2  ”Jurassic Park Part 2: The Chaos Continues (SNES)”. Gamefaq. Arkiverad från originalet den 19 oktober 2015. https://web.archive.org/web/20151019082111/http://www.gamefaqs.com/snes/588411-jurassic-park-part-2-the-chaos-continues/data. Läst 3 maj 2014.
2. 1 2  ”Jurassic Park Part 2: The Chaos Continues (GB)”. Gamefaq. Arkiverad från originalet den 24 april 2013. https://web.archive.org/web/20130424200548/http://www.gamefaqs.com/gameboy/585770-jurassic-park-part-2-the-chaos-continues/data. Läst 3 maj 2014.
3. ↑  ”Jurassic Park Part 2: The Chaos Continues” (på engelska). Gamefaqs. Arkiverad från originalet den 3 augusti 2014. https://web.archive.org/web/20140803105331/http://www.gamefaqs.com/snes/588411-jurassic-park-part-2-the-chaos-continues. Läst 3 maj 2014.